# Weimarer Quartett
Das Weimarer Quartett war ein seinerzeit bekanntes Schauspieler- und Sängerquartett, das aus folgenden Personen bestand:
- Henriette Eberwein (1790–1849)
- Karoline Jagemann (1777–1848)
- Karl Melchior Jakob Moltke (1783–1831)
- Karl Stromeier (1780–1844)